# Илион (Греция)
Илион (греч. Ίλιον, до 1994 — Неа-Льосия, греч. Νέα Λιόσια) — город в Греции, северный пригород Афин. Расположен на высоте 90 метров над уровнем моря, в 24 километрах к северо-западу от Афинского международного аэропорта «Элефтериос Венизелос» и в 6 километрах к северу от центра Афин, площади Омониас. Административный центр общины (дима) Илион (Δήμος Ιλίου) в периферийной единице Западные Афины в периферии Аттика. Население — 84 793 жителя по переписи 2011 года. Площадь — 9,453 квадратного километра. Плотность — 8969,96 человека на квадратный километр. Димархом на местных выборах 2014 года избран Николаос Зенетос (Νικόλαος Ζενέτος, в должности с 2007 года).
С 2010 года в Илионе находится кафедра митрополии Илиона, Ахарне и Петруполиса после раздела Аттикийской митрополии. Кафедральный храм — Благовещенская церковь в Илионе.

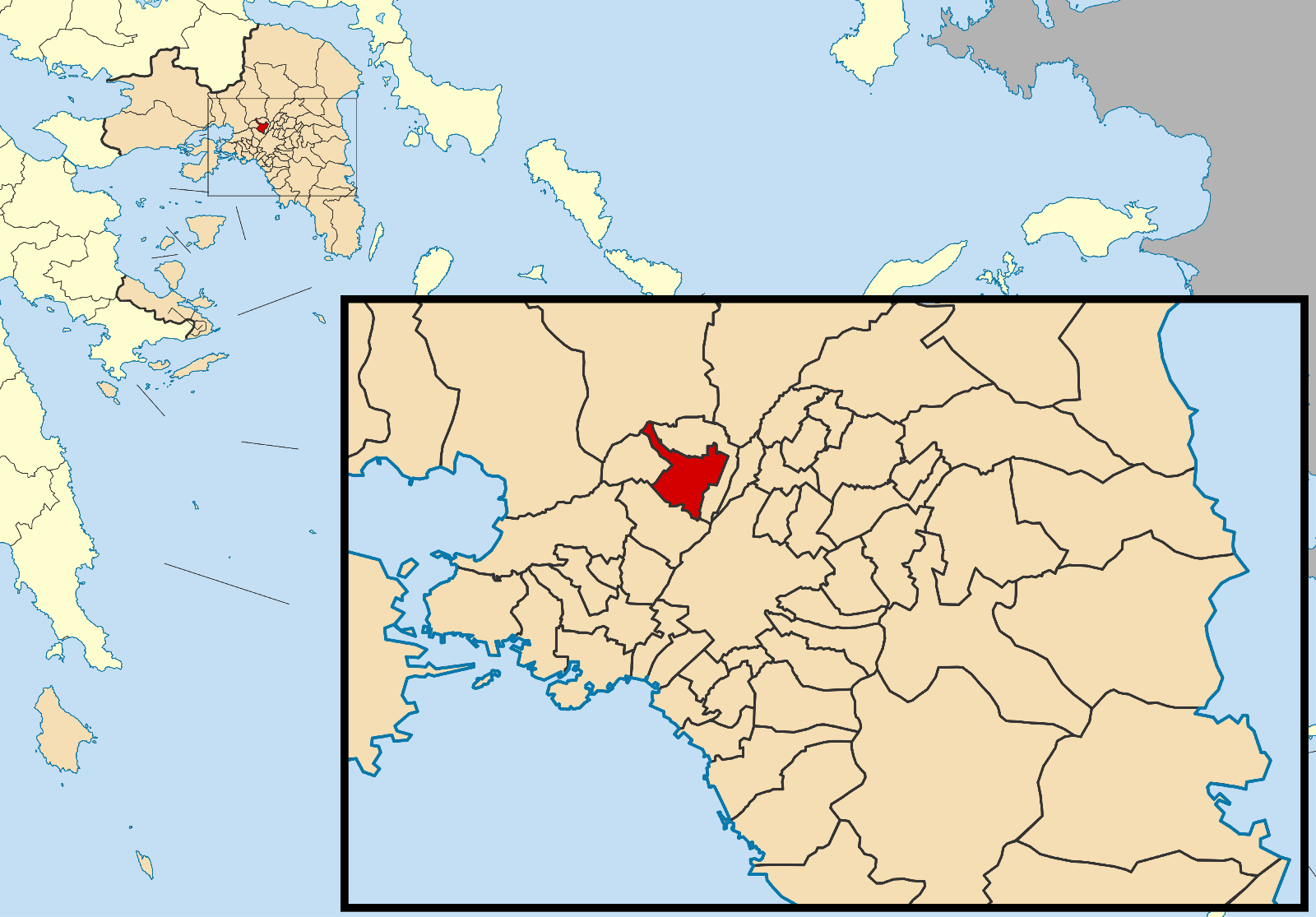
Община Илион на карте периферии Аттики

К востоку от города проходит автострада 1 Пирей — Афины — Салоники — Эвзони, часть европейского маршрута E75.

## История
Поселение Илион-Троас (Ίλιον Τρωάς) было основано в марте 1853 года. По переписи 1861 года здесь проживало 227 жителей. В следующие несколько лет интерес к поселению проявили жители Льосии (Ано-Льосии). Поселение было переименовано в Като-Льосия (Κάτω Λιόσια), а в конце XIX века в Неа-Льосию. В 1925 году создано сообщество Неа-Льосия и отделено от общины Афин. Территория сообщества первоначально включала примерно половину территории современного Перистериона, большую часть Каматерона, целиком Айи-Анарьири и Петруполис. В 1951 году население общины составляло 5460 жителей, а в 1961 году — 31 810 жителей, что почти в пять раз больше. В 1963 году сообщество Неа-Льосия признано общиной (димом). В 1994 году город и община Неа-Льосия были переименованы в Илион.

## Население
| Год  | Население, человек |
| ---- | ------------------ |
| 1861 | 227                |
| 1879 | 372                |
| 1889 | 471                |
| 1896 | 666                |
| 1907 | 801                |
| 1920 | 1121               |
| 1928 | 1807               |
| 1991 | 80 564             |
| 2001 | 85 572             |
| 2011 | ↘ 84 793           |